# Іто (Сідзуока)

Іто́ (яп. 伊東市, いとうし, МФА: [itoː ɕi̥]?) — місто в Японії, в префектурі Сідзуока. Розташоване в східній частині префектури, на сході півострова Ідзу, на березі Тихого океану.    Отримало статус міста 1947 року. Площа становить 124,13 км². Станом на 1 серпня 2011 року населення складало 71 035  осіб, густота населення — 572 осіб/км².  Основою економіки є рибальство, садівництво, харчова промисловість, туризм.  В місті розташовані гарячі джерела. 